# Starchiojd
Starchiojd község Prahova megyében, Munténiában, Romániában.  A hozzá tartozó települések: Brădet, Gresia, Rotarea, Valea Anei és Zmeuret.

## Fekvése
A megye északkeleti részén található, a megyeszékhelytől, Ploieşti-től, ötvenegy kilométerre északkeletre, a Bradet, Rodna és Batraneanca patakok mentén, a Szubkárpátok dombságain. 

## Történelem
A 19. század végén a község Prahova megye Teleajen járásához tartozott és a manapság is hozzá tartozó falvakból állt, összesen 3307 lakossal. A községnek ezen időszakban volt egy 1838-ban alapított iskolája, négy malma, két fűrészmalma valamint öt temploma, melyek közül három a községközpontban, Starchiojd-on, egy-egy pedig Valea Anei illetve Rotarea falvakban. 
1925-ben lakossága 4476 fő volt.
1950-ben közigazgatási átszervezés alapján, a Prahova-i régió Teleajen rajonjához került, majd 1952-ben a Ploiești régióhoz csatolták. 
1968-ban ismét megyerendszert vezettek be az országban, a község az újból létrehozott Prahova megye része lett. Ekkor kerültek az irányítása alá Bătrâni és Poiana Mare falvai is, a megszüntetett Bătrâni községtől.
2005-ben Bătrâni és Poiana Mare falvakból ismét létrehozták Bătrâni községet.

## Lakossága
A nemzetiségi megoszlás a következő:
| 2002 *           | 2002 * | 2002 * |
| ---------------- | ------ | ------ |
| Románok          | 6661   | 99,37% |
| Romák            | 38     | 0,56%  |
| Magyarok         | 2      | 0,02%  |
| Ukránok          | 1      | 0,01%  |
| Egyéb etnikumúak | 1      | 0,01%  |
| Összesen         | 6703   | 100,0% |

* Bătrâni és Poiana Mare falvak lakosságával együtt.